# Bled el-baroud
Le bled el-baroud (en arabe : بلاد البارود, blād al-bārūd, signifiant « pays de la poudre (à fusil) »), constituait l'essentiel de l'Algérie à l'époque de la régence d'Alger. Le terme est généralement opposé au « bled el-Turk », le « pays des Turcs », qui désignait précisément la partie du pays contrôlée par la régence d'Alger, qui n'occupait, elle, qu'un sixième du pays tout au plus selon Pierre Montagnon, militaire et essayiste français.

## Définition

### Acception historique du terme
Le terme « bled el-baroud » est utilisé par l'historien Pierre Montagnon dans plusieurs de ses ouvrages pour désigner toute la partie de l'Algérie échappant à l'autorité du pouvoir central, la régence d'Alger ottomane, généralement désignée, elle, comme le « bled el-Turk », le « pays des Turcs ». Ce terme a été repris ensuite par d'autres auteurs avec cette même signification,.
Ce bled el-baroud était l'équivalent algérien du bled es-siba marocain, qui désignait le « pays de la dissidence », le « pays du désordre », c'est-à-dire toute la partie du pays résistant à l'autorité centrale et refusant de payer l'impôt, perçu par la régence d'Alger au travers du mode d'administration connu sous le nom de « makhzen ».

### Usage du terme auXIXesiècle
Les études d'Alain Sainte-Marie portant sur la seconde moitié du XIXe siècle (donc après la fin de la régence d'Alger) font apparaître le terme de « bled el-baroud » pour désigner des terres vacantes et sans maître, dans le contexte du sénatus-consulte du 22 avril 1863 visant à organiser la propriété foncière en Algérie et à délimiter les territoires des tribus et des douars. Dans les régions semi-arides dominées par le parcours et le semi-nomadisme, les territoires tribaux aux limites incertaines comportent « des terres contestées entre fractions ou tribus, dites biens vacants et sans maître ou bled el baroud »,. Ces terres où l'occupation humaine est très lâche offrent des possibilités pour faire paître les troupeaux et labourer.

## Statut des tribus vis-à-vis du pouvoir de la régence d'Alger

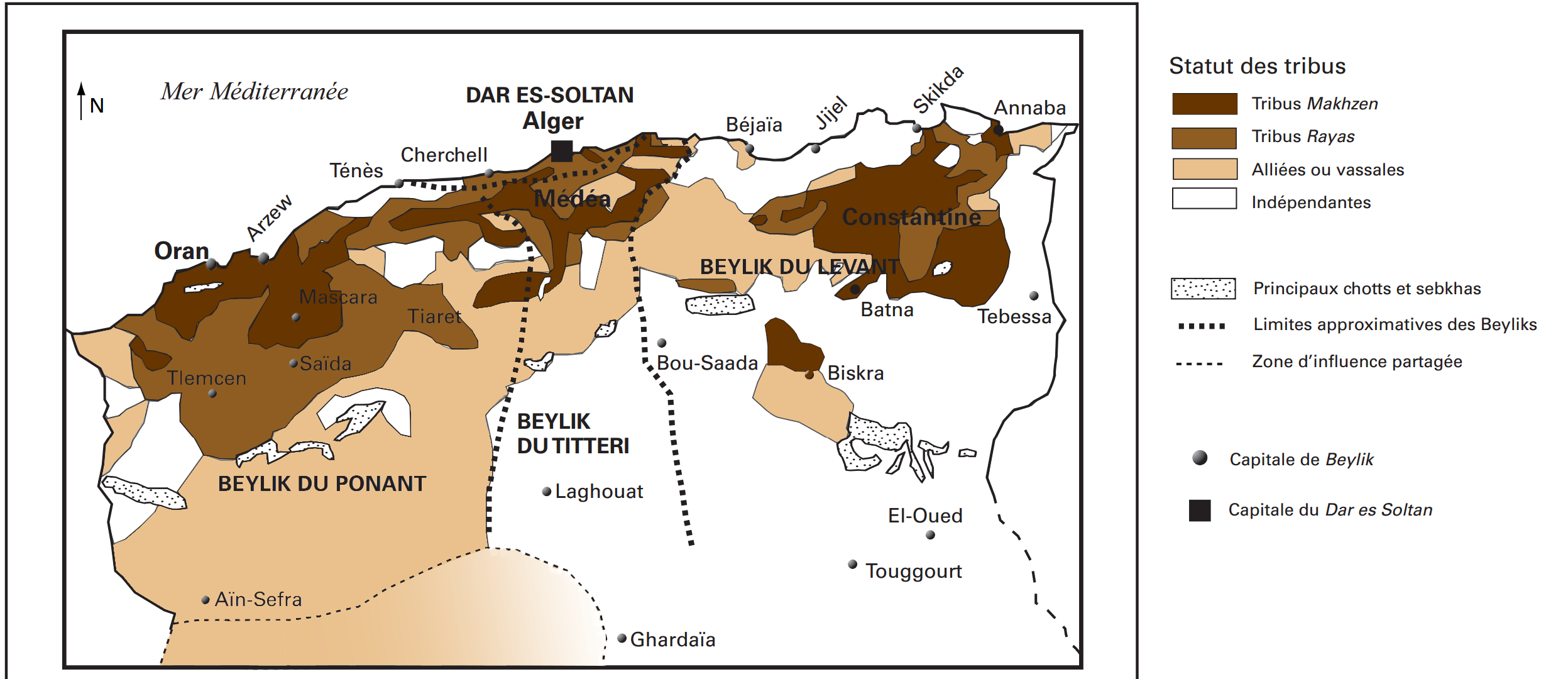
La situation politique des différentes tribus vis à vis de la régence d'Alger.

Mahfoud Bennoune analyse les données indiquées par Louis Rinn qui datent de peu après la conquête. Bennoune met en lumière le nombre important de principautés, tribus ou chefferies autonomes ou semi-autonomes vis-à-vis du pouvoir central :   
| Tribus                | Alger | Titri | Oran | Constantine | Total |
| Makhzen               | 19    | 14    | 46   | 47          | 126   |
| --------------------- | ----- | ----- | ---- | ----------- | ----- |
| Tribus soumises       | 11    | 23    | 56   | 14          | 104   |
| Tribus semi-autonomes | 20    | 12    | 29   | 25          | 86    |
| Tribus indépendantes  | 23    | 13    | 26   | 138         | 200   |
| Total                 | 73    | 62    | 157  | 224         | 516   |

Il n'y a que 126 makhzen (unités politiques composant le pouvoir central) et 104 tribus soumises au pouvoir central ; elles composent ce que l'on nomme le bled el-Turk (le pays des Turcs). Ensemble, elles ne représentent que 16 % du territoire de l'Algérie. Les 86 tribus semi-autonomes représentent 15 % du territoire. Dans la période avant la colonisation, la régence, donc, ne représentait que 31 % du territoire de l'Algérie actuelle. Les 200 tribus indépendantes du pouvoir central et refusant de payer l'impôt représentent 69 % du territoire. Elles sont principalement situées sur les hauts plateaux, les steppes et dans le Sahara. C'est ce territoire qui était nommé bled el-baroud (Terre de poudre). Toutefois, pour l’auteur, Rinn, comme la majorité des historiens coloniaux, tend à exagérer la fragmentation politique de l’Algérie précoloniale. Même ces communautés rurales étaient plus ou moins liées à l'organisation politique et économique du pays.
Selon Pierre Montagnon, le bled el-baroud vit en total indépendance vis-à-vis du pouvoir central ; la régence ayant peu de soldats, le pouvoir n'est effectif que dans quelques villes comme Alger, Bône, Constantine, Mascara, etc..